# Rafael Hechanova
Rafael Hechanova, né le 8 juillet 1928 dans les Visayas occidentales aux Philippines, et mort le 26 août 2021, est un ancien joueur philippin de basket-ball.

## Palmarès
- Vainqueur des Jeux asiatiques de 1951